# Montigny-sur-l’Ain
Montigny-sur-l’Ain település Franciaországban, Jura megyében. Lakosainak száma 214 fő (2022. január 1.). Montigny-sur-l’Ain Monnet-la-Ville, Châtillon, Marigny, Mont-sur-Monnet, Pont-du-Navoy és Hauteroche községekkel határos.

## Népesség
A település népességének változása:
| Lakosok száma | 126  | 149  | 142  | 191  | 185  | 191  | 199  | 207  | 207  | 214  |
|               | 1968 | 1982 | 1990 | 2006 | 2013 | 2015 | 2017 | 2019 | 2020 | 2022 |